# Англо-португальский договор
Англо-португальский договор, Брачный договор (англ. Marriage Treaty, Anglo-Portuguese Treaty) — заключённый 23 июня 1661 года брак между королём Англии, Шотландии и Ирландии Карлом II и сестрой короля Португалии Афонсу VI Екатерины Брагансской и альянс между Англией и Португалией, возобновивший существовавшие со Средних веков союзные отношения.

## Предыстория
В конце весны 1660 года Карл был восстановлен в качестве короля Англии, Шотландии и Ирландии при поддержке как Португалии, так и Испании, которые выдвинули своих кандидаток в качестве потенциальной жены Стюарта. Хотя Карл был союзником Испании по Брюссельскому договору, его отношения с Мадридом становились все более натянутыми. Испания потребовала возвращения захваченных Английской республикой владений, в частности Ямайки, после чего Карл принял решение выбрать португалку, чему также способствовали совет влиятельного 1-го графа Кларендона Эдварда Хайда и сильная поддержка со стороны ирландского союзника короля и 1-го герцога Ормонда Джеймса Батлера.
Переговоры о браке велись ещё при короле Жуане IV, после его смерти ставшая регентом его вдова Луиза де Гусман возобновила переговоры.

## Условия
Помимо денежной выплаты, приданое Екатерины также включало в себя индийский Бомбей и Танжер в Северной Африке. Также были получены торговые привилегии в Бразилии и Ост-Индии, религиозная и коммерческая свобода для англичан в Португалия и 2 млн португальских крон (эквивалент 300 тыс. фунтов стерлингов).
По условиям договора отряд из 2 тыс. пехоты и 500 всадников под командованием Фридриха фон Шомберга был отправлен на помощь воевавшим c 1640 года за независимость от Испании португальцам. Инфанта и вся её семья пользовались свободой вероисповедания католической веры.
Однако со временем приобретение двух территорий стало рассматриваться как обязательство для Англии. Карл продал свои права на Бомбей Ост-Индской компании. Танжер удерживался до тех пор, пока не был эвакуирован с разрушением порта и города в 1684 году войска султана Мавритании Мулая Исмаила ибн Шерифа. Это также стало источником политических разногласий в Англии, поскольку виги предположили, что танжерский гарнизон, в котором было большое количество ирландских католиков, предназначался для переброски в Великобританию для установления королевского абсолютизма.

## Последствия
Екатерина была в путешествии из Португалии в Портсмут с 13 по 14 мая 1662 года, Карл приехал к ней туда 20 мая. На следующий день пара поженилась в городе на двух церемониях: проведенной тайно католической и публичной англиканской.
Карл и Екатерина не оставили детей, и поэтому в 1685 году трон перешел к брату короля Якову II, который женился на Анне Хайд, а затем на Марии Моденской.